# 長寿寺 (鳴門市)
長寿寺（ちょうじゅじ）は、徳島県鳴門市北灘町粟田にある高野山真言宗の寺院である。山号は海門山。本尊は阿弥陀如来。新四国曼荼羅霊場5番札所。

## 歴史
寛永年間（1624年-1644年）に増泉上人が空海の夢告をうけ、阿弥陀如来を本尊に堂宇を建立と伝わる。古くは葛城神社の杜僧を務めていたが、明治の神仏分離によってその職を断たれた。

## 前後の札所
新四国曼荼羅霊場
4番 潮明寺 -- 5番 長寿寺 -- 6番 葛城神社

## 交通
- JR鳴門線「鳴門駅」より徒歩約15分。